# Metropolitan Line
Metropolitan Line – jedna z linii metra w Londynie, oznaczana kolorem magenta. Jest najstarszą z linii podziemnej kolejki w Londynie i zarazem na świecie. Otwarcie jej pierwszego odcinka nastąpiło 10 stycznia 1863 (pod nazwą Metropolitan Railway). Obecnie liczy 34 stacje (w tym tylko 9 pod ziemią), zaś łączna długość jej trasy wynosi 66,7 km (w tym tylko 9,7 km pod ziemią).

## Przebieg linii
Metropolitan Line składa się z linii głównej oraz kilku odgałęzień. Za linię główną uważa się najczęściej odcinek od wschodniego krańca Aldgate do stacji Harrow-on-the-Hill. Za nią linia rozdziela się na liczące 8 stacji odgałęzienie Uxbridge oraz odgałęzienie Northwood, z pięcioma stacjami. Ostatnią z nich jest Moor Park, będąca zarazem pierwszą stacją położoną nie w Wielkim Londynie, lecz w hrabstwie Hertfordshire. Za nią oddzielają się odgałęzienie Watford (2 stacje), oraz odgałęzienie Chesham / Amersham. Liczy ono trzy stacje, za którymi linia rozdziela się po raz ostatni, kończąc swój bieg na dwóch równoległych krańcach - Chesham i Amersham.
Tak skomplikowany układ linii powoduje, iż w praktyce (poza godzinami szczytu) pociągi kursują na 4 różnych trasach:
- Uxbridge - Aldgate
- Watford - Baker Street
- Amersham - Baker Street (kursy przyspieszone, zatrzymują się tylko na wybranych stacjach)
- Chesham - Chalfont & Latimer (połączenie wahadłowe)

W godzinach szczytu struktura kursów staje się jeszcze bardziej złożona.
Linia zaliczana jest do grupy sub-surface lines, co oznacza, iż na odcinkach podziemnych tory w obu kierunkach ułożone są w jednym tunelu, na głębokości ok. 5 metrów.

## Tabor
Obecnie linia obsługiwana jest przez pociągi klasy S7 Stock, dostarczone w latach 2008-2017 przez Bombardier Transportation. Kiedyś na tej linii kursowały pojazdy klasy A Stock (do 2012) i C Stock (do 1990).